# Ночь торнадо (фильм)
«Ночь торнадо» (англ. Night Of The Twisters) — американский приключенческий фильм-драма, снятый по мотивам романа Айви Ракман, основанного на реальных событиях 1980 года — тогда серия из семи смерчей обрушилась на Гранд-Айленд, Небраска. Режиссёр — Тимоти Бонд. Главную роль исполнил Девон Сава, известный по первой части киносериала ужасов «Пункт назначения». Слоган картины — «No One Saw It Coming…».

## Сюжет
Маленький городок Блэйнсворт в штате Небраска. Люди озабочены личными делами, решают возникшие проблемы, участвуют в школьных соревнованиях, впервые влюбляются. А в это время на город с катастрофической скоростью надвигается смерч. Эта ночь, пронесшая над Блэйсвортом несколько торнадо, навсегда изменит жизнь всех жителей маленького городка...

## В ролях
- Девон Сава — Дэн Хэтч
- Эймос Кроули — Артур Джонис
- Джон Шнайдер — Джек Хэтч
- Лори Холлер — Лора Хэтч
- Лаура Бертрам — Стейси Джонс
- Дэвид Фэрри — Боб Ирисен
- Хелен Хьюз — Бабушка Бэлл Хэтч
- Джин Ирвин — Дженни
- Меган Китчен — Ронни Вэй
- Близнецы Алекс и Томас Ластевкка — Райан

## Производство
Съёмки картины проходили в канадском городе Клейнбург, Онтарио. Спецэффектами занимались студии «Calibre Digital Pictures», «Laird McMurray Film Service» и «LairdFX».

## Релиз

### Телевизионная премьера
Премьера состоялась на канале «The Family Channel», позже переименованном в «ABC Family» 14 февраля 1996 года. 

### Премии и номинации
Картина выиграла премию «Gemini Awards» в 1997 году в номинации «Лучшие специальные эффекты» (Стивен Ролофф, Нил Уилльямсон, Майк Дэй и Ноэль Хупер).
Также Девон Сава получил номинацию на премию «Young Artist Awards» в категории «Лучшее исполнение мужской роли в телевизионном фильме/ мини-сериале».

### Выход на видео
Компания «GoodTimes Entertainment and MTM Home Video» выпустила фильм на VHS вскоре после телевизионной премьеры. В 2006 году картина вышла на DVD — её выпустила компания «GT Media».